# قاتل رؤیا
قاتل رؤیا یک بازی در دنیای کابوس، خوف و وحشت با قابلیت‌های فوق‌بشری در کنار صحنه‌هایی اکشن و مهیج قرار دارد. شخصیت اصلی بازی، آلیس است و در این بازی در نقش Alice Drake یک روانشناس که توانایی فوق بشری در زمینه خواندن ذهن بیمارانش را دارد ظاهر شده است.